# Вулиця Михайлика (Харків)
Вулиця Михайлика — вулиця у Салтівському районі міста Харкова. Розташована між Салтівським шосе та вулицею Івана Камишева. Нумерація будинків ведеться від Салтівського шосе.

## Походження назви
Вулиця названа в 2015 році на честь Олесія Федосійовича Михайлика, науковця та автора науково-популярних робіт з історії Харкова і його архітектури.

## Опис вулиці

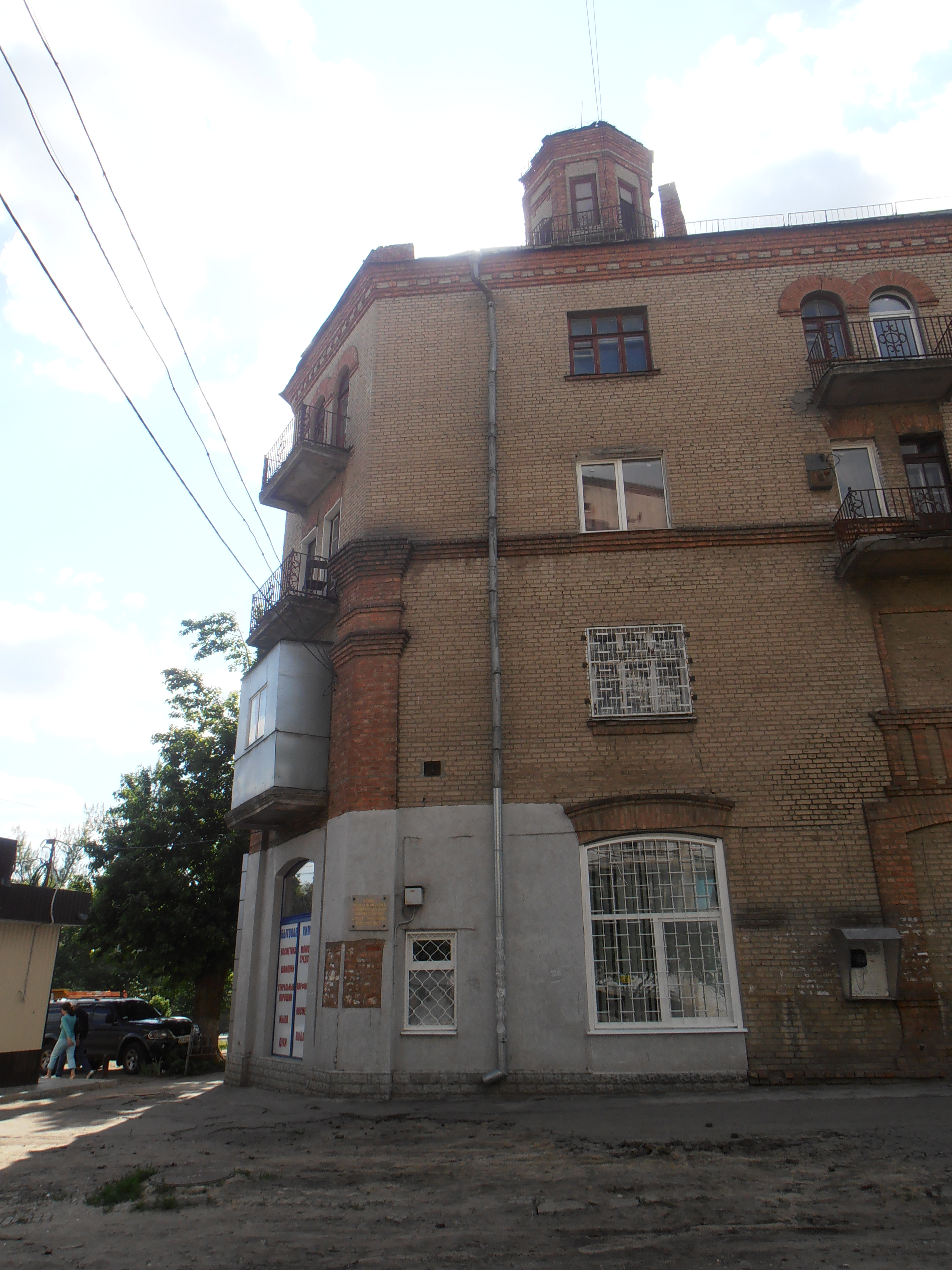
Перший будинок на вулиці Михайлика

Довжина вулиці — 440 метрів. Покриття на початку і в кінці вулиці — асфальт, більшість вулиці —бруківка. Починається на розі з Салтівським шосе і закінчується на розі з вулицею Івана Камишева. Напрям від Південного сходу на північний захід. Примикань немає.
Автомобільний рух — по одній полосі в кожну сторону. Дорожня розмітка — відсутня. Світлофор є на розі з Салтівським шосе, але зелене світло показується лише після натиснення кнопки на пішохідному світлофорі. У інших випадках повертати потрібно без світлофора. Тротуар по всій довжині вулиці обладнаний лише по парній стороні, по непарній тротуар є лише від початку вулиці — до кінця будинку № 5.
Забудова двоповерхова, лише на початку вулиці будинок № 1 має 4 поверхи, а будинок № 2 — 9 поверхів, та будинок № 17 на розі з вулицею Івана Камишева має 3 поверхи.
Комерції на вулиці досить мало. Кіоски і крамниці є на початку вулиці та одна крамниця в кінці вулиці. В будинку № 3 в підвальному приміщені знаходиться заклад харчування.

## Будинки і споруди

### Парна сторона
- Будинок 4 — ПП «Сагон» (виробництво верхнього одягу)
- Будинок 12 (№ 16 по вулиці Івана Камишева) — Харківський професійний будівельний ліцей

## Транспорт
Безпосередньо по вулиці громадський транспорт не ходить.

### Трамвай
- Маршрут № 6 (Вокзальна-602-й мікрорайон) — зупинка Вулиця Михайлика знаходиться безпосередньо на початку вулиці на розі з Салтівським шосе.
- Маршрут № 8 (Вул. Одеська-602-й мікрорайон) — зупинка Вулиця Михайлика знаходиться безпосередньо на початку вулиці на розі з Салтівським шосе.
- Маршрут № 16 та 16а (Салтівська-Салтівська) — зупинка Вулиця Івана Камишева знаходиться в 350 метрах на вулиці Академіка Павлова біля початку парку Пам'яті.
- Маршрут № 27 (Салтівська-Новожанове) — зупинка Вулиця Івана Камишева знаходиться в 350 метрах на вулиці Академіка Павлова біля початку парку Пам'яті.

### Тролейбус
- Маршрут № 19 (602-й мікрорайон-вул. Одеська) — зупинка Салтівське шосе знаходиться в 780 метрах на розі Салтівського шосе та Проспектом Льва Ландау.
- Маршрут № 20 (Ст. метро «Турбоатом»-602-й мікрорайон, лише по буднім в годину «пік») — зупинка Салтівське шосе знаходиться в 780 метрах на розі Салтівського шосе та Проспектом Льва Ландау.
- Маршрут № 31 (Ст. метро «Турбоатом»-вул. Наталії Ужвій) — зупинка Салтівське шосе знаходиться в 780 метрах на розі Салтівського шосе та Проспектом Льва Ландау.
- Маршрут № 35 (вул. Одеська-вул. Наталії Ужвій) — зупинка Салтівське шосе знаходиться в 780 метрах на розі Салтівського шосе та Проспектом Льва Ландау.
- Маршрут № 63 (Ст. метро «Академіка Барабашова»-Залізнична станція «Основа», лише по вихідних з 7 до 16 години) — зупинка Салтівське шосе знаходиться в 780 метрах на розі Салтівського шосе та Проспектом Льва Ландау.

### Метрополітен
- Ст. метро «Академіка Барабашова» — у 1 300 метрах від кінця вулиці.

### Маршрутні таксі
- Маршрут № 11 (Григорівське шосе-602-й мікрорайон) — зупинка Вулиця Михайлика знаходиться безпосередньо на початку вулиці на розі з Салтівським шосе.
- Маршрут № 231 (Ст. метро «Центральний ринок»-602-й мікрорайон) — зупинка Вулиця Михайлика знаходиться безпосередньо на початку вулиці на розі з Салтівським шосе.
- Маршрут № 233 (Ст. метро «Ярослава Мудрого»-602-й мікрорайон) — зупинка Вулиця Михайлика знаходиться безпосередньо на початку вулиці на розі з Салтівським шосе.
- Маршрут № 279 (вул. Власенка-вул. Світла) — зупинка Вулиця Михайлика знаходиться безпосередньо на початку вулиці на розі з Салтівським шосе.

## Галерея

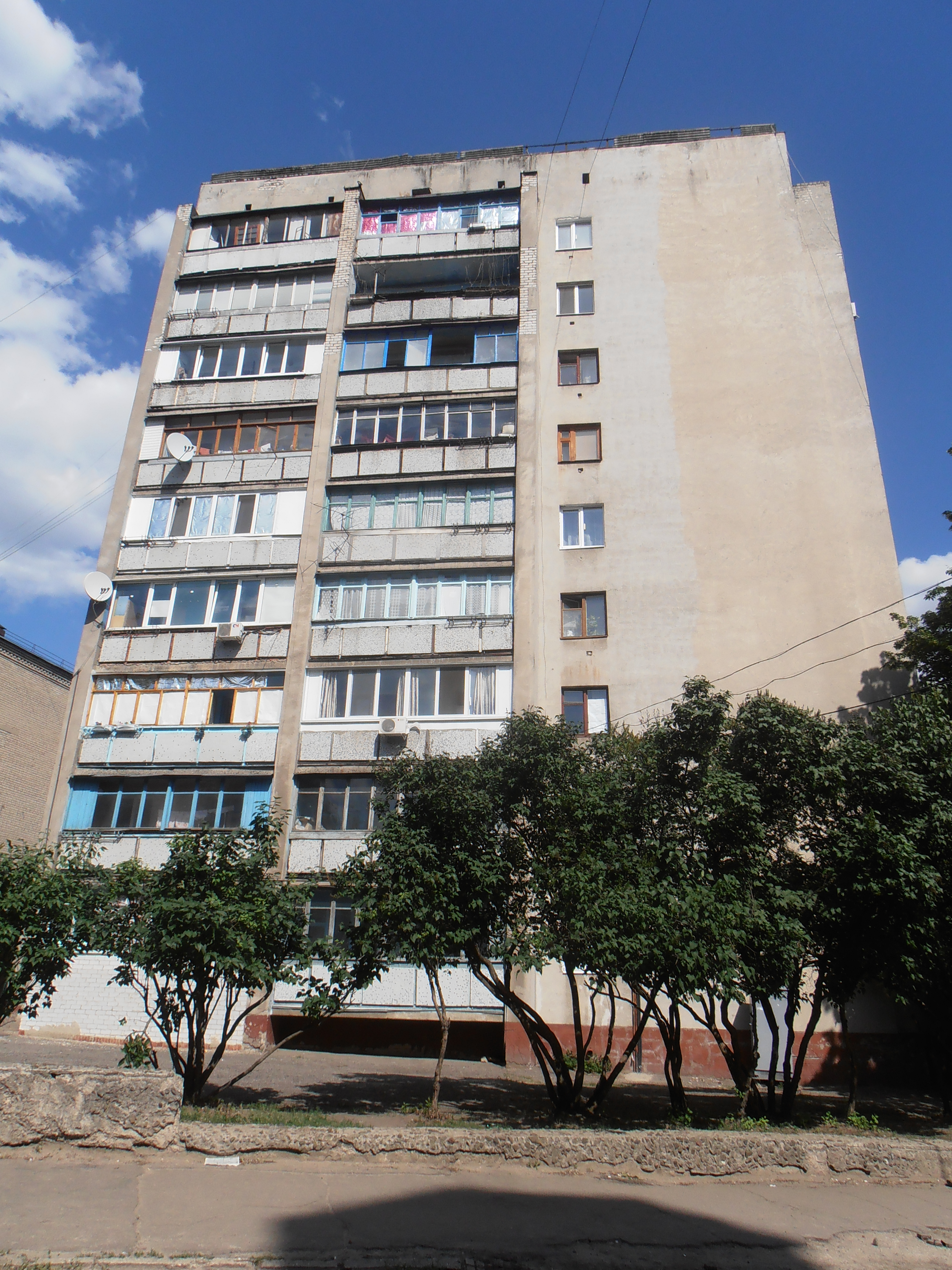
Будинок № 2. Єдиний будинок, вищий, за 4 поверхи.
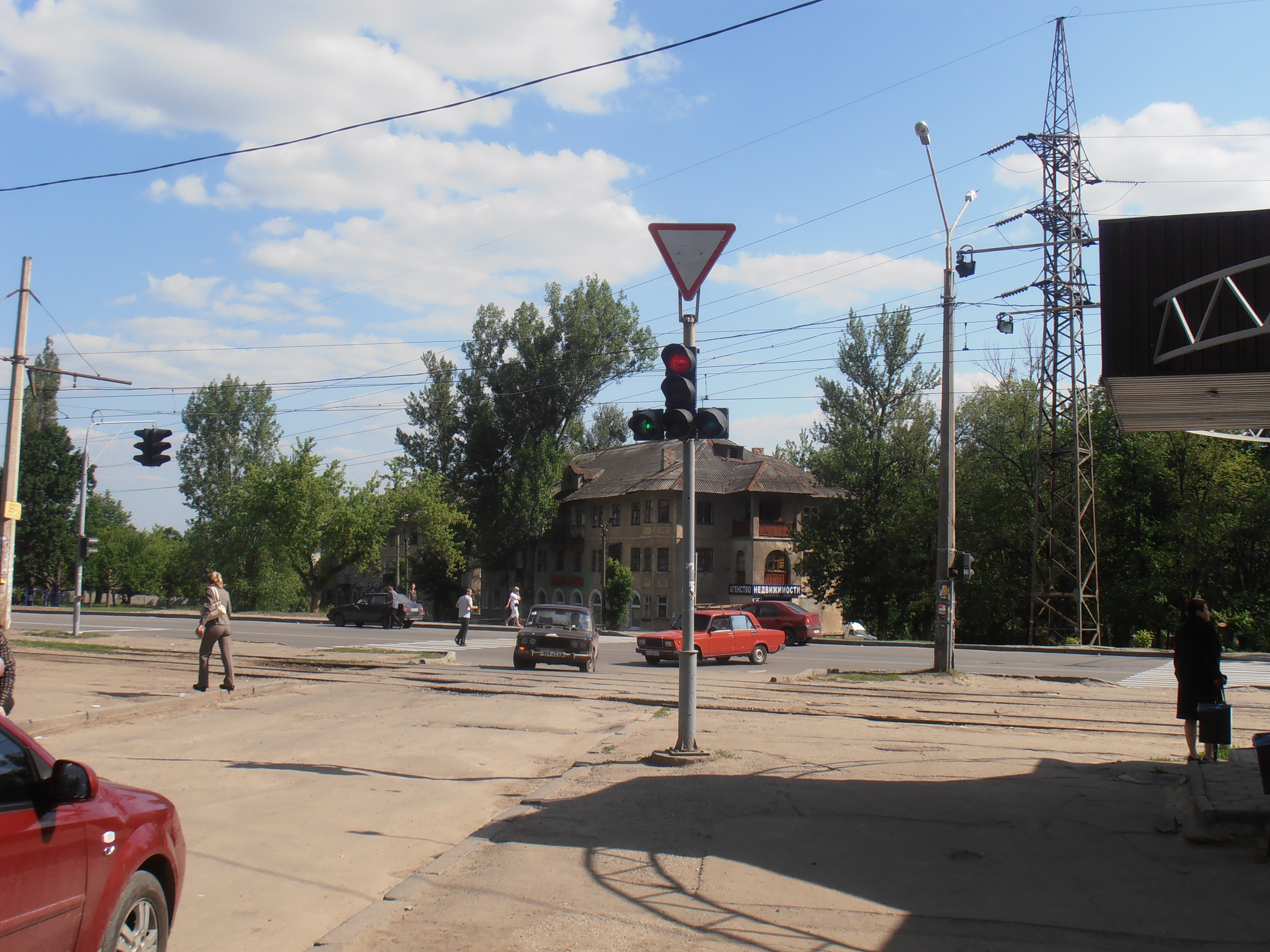
На розі з Салтівським шосе.
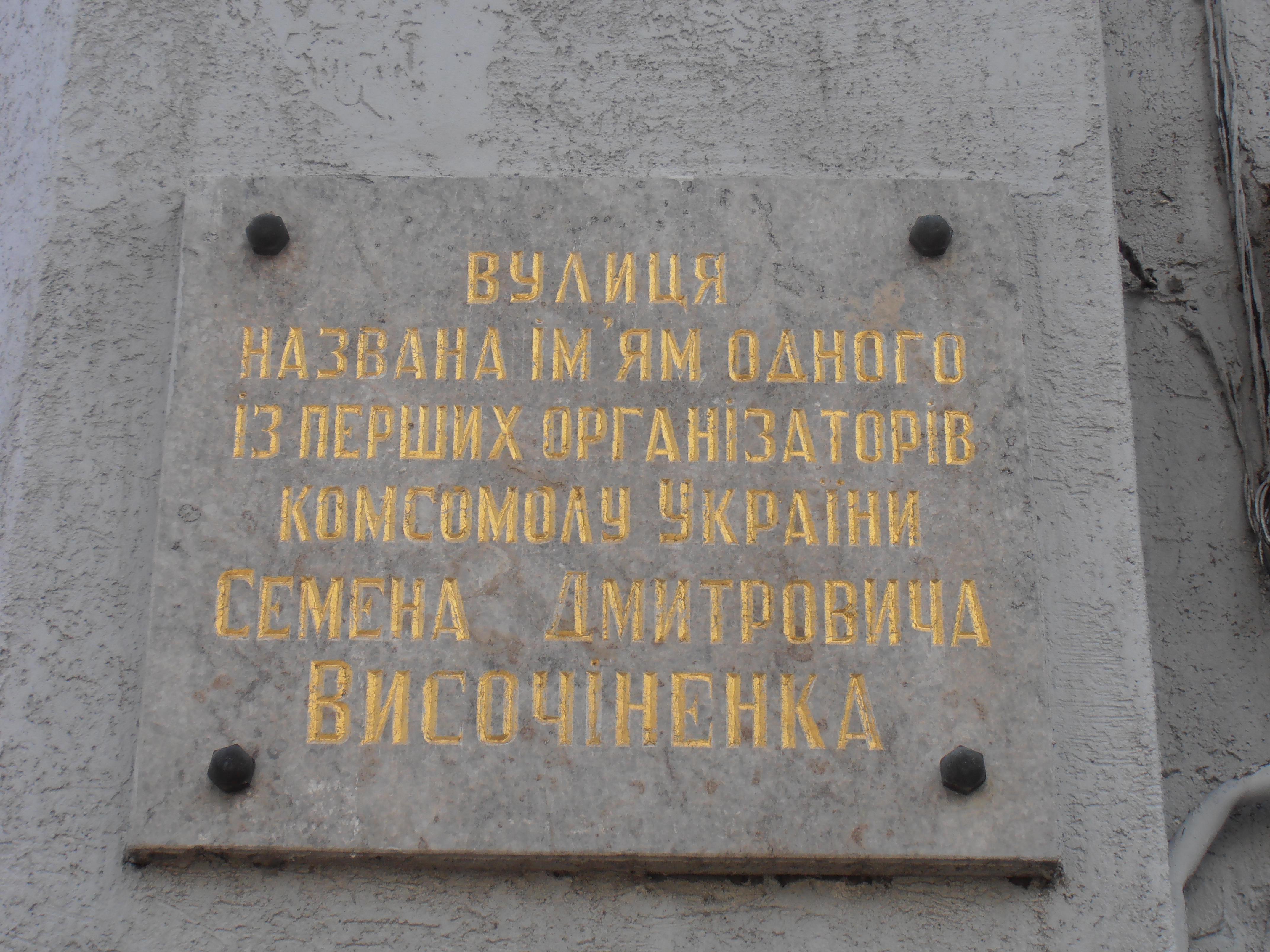
Анотаційна дошка зі старою назвою вулиці на будинку № 1.